# Premio Guldbagge per la migliore musica originale

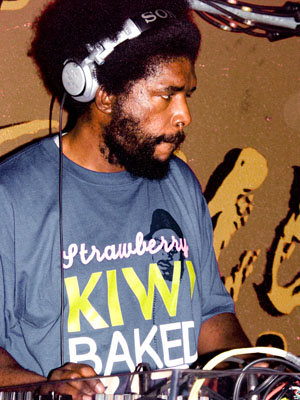
Ahmir Khalib Thompson "Questlove" è stato il primo vincitore del premio

Il Premio Guldbagge per la migliore musica originale (Guldbaggen för bästa originalmusik) è un premio assegnato annualmente dal 2011 nell'ambito del premio svedese di cinematografia Guldbagge alla migliore colonna sonora originale dell'anno di produzione nazionale.

## Albo d'oro
I vincitori sono indicati in grassetto, a seguire gli altri candidati.

### Anni 2010-2019
- 2011: - Questlove e Om'Mas Keith - The Black Power Mixtape 1967–1975
  - Fredrik Emilson - Kronjuvelerna
  - Annette Focks - Simon och ekarna
- 2012: - Benny Andersson - Palme
  - Andreas Unge e Johan Söderqvist - El Medico - The Cubaton story
  - Malik Bendjelloul e Sixto Rodriguez - Searching for Sugar Man
- 2013: - Matti Bye - Faro
  - Matti Bye - Il centenario che saltò dalla finestra e scomparve (Hundraåringen som klev ut genom fönstret och försvann)
  - Peter Nordahl - Monica Z
- 2014: - Mattias Bärjed e Jonas Kullhammar - Gentlemen
  - Hani Jazzar e Gorm Sundberg - Un piccione seduto su un ramo riflette sull'esistenza (En duva satt på en gren och funderade på tillvaron)
  - Erik Enocksson - The Quiet Roar
- 2015: - Lisa Holmqvist - Flocken
  - Benny Andersson - Il cerchio (Cirkeln)
  - Jon Ekstrand- Det vita folket
- 2016: - Jan Sandström - Sophelikoptern
  - Björn Olsson- Jätten
  - Sophia Ersson- Pojkarna
- 2017: - Peter von Poehl - Korparna
  - Jonas Struck, Vladislav Delay, Jon Ekstrand e Carl-Johan Sevedag - Borg McEnroe
  - Karl Frid e Pär Frid - Citizen Schein
- 2018: - Johan Testad - Goliat
  - Gaute Storaas - Halvdan Viking
  - Armand Amar - Innan vintern kommer
- 2019: - Nathaniel Méchaly - Eld & lågor
  - Jon Ekstrand - 438 dagar
  - Johan Ramström - Sara med allt sitt väsen

### Anni 2020-2029
- 2020: - Ola Kvernberg - Endast djävulen lever utan hopp
  - Lars Greve - Psykos i Stockholm
  - Uno Helmersson- Nelly Rapp – Monsteragent
- 2021: - Lisa Nordström - Children of the Enemy
  - Anna von Hausswolff e Filip Leyman - Världens vackraste pojke
  - Johan Söderqvist - Utvandrarna
- 2022: - Eirik Havnes - Historjá – Stygn för Sápmi
  - Irya Gmeyner - Comedy Queen
  - Lisa Montan - Lasse-Majas detektivbyrå – Skorpionens gåta